# Episodi di Law & Order: UK (sesta stagione)
La sesta stagione della serie televisiva Law & Order: UK è stata trasmessa per la prima volta sul canale statunitense BBC America dal 28 settembre al 9 novembre 2011 e trasmessa solo successivamente dal canale inglese ITV dal 6 gennaio al 17 febbraio 2012; questo è accaduto perché, nei mercati internazionali, la serie viene venduta in stagioni produttive di 13 episodi, mentre nel Regno Unito queste vengono spezzate in due blocchi che poi vengono trasmessi come due stagioni separate, dunque accade che il secondo blocco di episodi (in questo caso, le stagioni con numero pari, secondo il calendario di trasmissione inglese) viene trasmesso per la prima volta in Canada o negli Stati Uniti.
In Italia, la stagione è stata trasmessa in anteprima assoluta sul canale satellitare Fox Crime dal 24 aprile al 5 giugno 2012.
Alcune fonti contengono errori e imprecisioni, ma sono state comunque scelte perché riportano in modo esauriente e affidabile informazioni non reperibili da altre fonti. In particolare IMDb è l'unica fonte che riporta dettagliatamente i crediti di ciascun episodio, Metacritic e Rotten Tomatoes le uniche che riportano le prime tv assolute corrette e Movieplayer.it l'unica che riporta i titoli italiani degli episodi. Purtroppo però, IMDb e Movieplayer.it sbagliano del tutto o in parte le prime tv assolute, Metacritic riporta gli autori dell'episodio in una generica voce "scritto da" senza distinguere gli autori dell'episodio britannico da quelli dell'episodio americano ispiratore, e Rotten Tomatoes riporta erroneamente che la stagione è stata trasmessa per la prima volta su ITV.
| nº | Titolo originale | Titolo italiano              | Prima TV USA      | Prima TV Italia |
| -- | ---------------- | ---------------------------- | ----------------- | --------------- |
| 1  | Survivor's Guilt | Il rimorso del sopravvissuto | 28 settembre 2011 | 24 aprile 2012  |
| 2  | Immune           | Immunità                     | 5 ottobre 2011    | 1º maggio 2012  |
| 3  | Haunted          | Ossessioni                   | 12 ottobre 2011   | 8 maggio 2012   |
| 4  | Trial            | L'esperimento                | 19 ottobre 2011   | 15 maggio 2012  |
| 5  | Line Up          | Consensualità                | 26 ottobre 2011   | 22 maggio 2012  |
| 6  | Dawn Till Dusk   | Dall'alba al tramonto        | 2 novembre 2011   | 29 maggio 2012  |
| 7  | Fault Lines      | Linee di faglia              | 9 novembre 2011   | 5 giugno 2012   |

## Il rimorso del sopravvissuto
- Titolo originale: Survivor's Guilt
- Diretto da: Andy Goddard
- Scritto da: Emilia di Girolamo (sceneggiatura)

### Trama
Al detective senior Sam Casey viene affidato l'incarico di indagare sulla morte di Matt Devlin, ma Ronnie, sconvolto per la perdita del suo migliore amico e partner, inizia a lasciare che le sue emozioni interferiscano con le indagini. Casey sospetta immediatamente uno dei complici di Mark Ellis. Ellis, tuttavia, nega ogni coinvolgimento e il caso porta a un adolescente, Jamal Clarkson, il cui fratello Kieran è stato assassinato nel 2003 dopo essere stato colpito alla testa. La polizia ha insabbiato il caso e lo ha classificato come suicidio, ma Jamal e la sua famiglia credono di essere stati vittime di razzismo istituzionale. Jamal ammette a Ronnie che sapeva che Mark Ellis era l'assassino di Kieran e che era andato in tribunale per sparare a Ellis, ma era troppo tardi, e invece ha sparato a Matt come atto di vendetta contro la polizia. Jake e Alesha devono trovare un modo per perseguire Jamal per omicidio.
- Guest star: Charles Mnene (Mark Ellis), John Boyega (Jamal Clarkson).
- La sceneggiatura di questo episodio si basa su Un suicidio sospetto (episodio 13x16 di Law & Order - I due volti della giustizia), scritto da Aaron Zelman.

## Immunità
- Titolo originale: Immune
- Diretto da: James Strong
- Scritto da: Nicholas Hicks-Beach (sceneggiatura)

### Trama
Una rapina a mano armata in un fast food porta Ronnie e Sam da Frank Donovan, un criminale pregiudicato che si ritiene essere il complice della rapina. Donovan rivela che lui e il suo ex compagno di cella, Jamie Harper, hanno rapinato il locale dopo aver contratto un debito di gioco - e che dopo che la loro macchina per la fuga si è rotta, mentre Harper sparava a un passante innocente - ha rapito un uomo, Michael Coombes, e gli ha ordinato di portarli via. Coombes, un padre di due figli che soffre di asma grave, non si trova da nessuna parte. Donovan insiste per un accordo per salvare la vita di Coombes: dirà alla polizia dove si trova l'uomo, ma in cambio pretende l'immunità per l'omicidio di un testimone innocente e di essere processato solo per omicidio colposo. Jake e Alesha accettano l'accordo, ma le informazioni di Donovan portano solo al cadavere di Coombes e quindi si rendono conto di essere stati ingannati, poiché Donovan sapeva fin dall'inizio che Coombes era già morto. In tribunale, Jake tenta di ribaltare l'accordo di immunità, cosa che Miriam Pescatore si rifiuta di fare dopo aver esaminato i termini dell'accordo di Donovan. Tuttavia, il caso gira presto a favore di Jake quando il complice di Donovan, Jamie Harper, viene trovato morto e sepolto nei boschi. Jake accetta quindi di mantenere in vigore l'accordo di immunità, ma sostiene che la morte di Harper non rientra nell'accordo e che, oltre all'omicidio colposo, Donovan dovrebbe essere processato anche per l'omicidio del suo complice.
- Guest star: Tamzin Outhwaite (Miriam Pescatore), Rob Jarvis (Frank Donovan), Rich Goble (Jamie Harper), Victor Gardener ( Michael Coombes).
- La sceneggiatura di questo episodio si basa su Un abile espediente (episodio 7x19 di Law & Order - I due volti della giustizia), scritto da Ed Zuckerman, Shimon Wincelberg e Richard Sweren.

## Ossessioni
- Titolo originale: Haunted
- Diretto da: Mat King
- Scritto da: Suzie Smith (sceneggiatura)

### Trama
Ronnie e Sam sono chiamati a visitare il criminale morente Jimmy O'Doherty, investito da un'auto dopo aver commesso un furto. Sul letto di morte, confessa l'omicidio di Amanda Bennett, un caso su cui Ronnie aveva indagato più di 14 anni fa. A quel tempo, Ronnie era convinto che il padre di Amanda, Simon, avesse commesso l'omicidio dopo che il sangue di lei era stato trovato sui suoi vestiti e la sua saliva sulla mano della ragazza. L'indagine porta al migliore amico di Doherty, Ricky Phelps, e dopo alcune indagini, Ronnie e Sam credono di aver trovato l'uomo giusto dopo che tre testimoni hanno ammesso che Ricky affermava di aver ucciso Amanda. Anche le nuove prove del DNA inquadrano Ricky, ma quando il caso arriva in tribunale, i motivi di Ronnie per accusare Ricky vengono esaminati attentamente quando la difesa evidenzia che Ronnie era un alcolizzato durante l'indagine originale. Il caso viene ulteriormente ostacolato quando Ronnie confessa che il suo collega dell'epoca, Bernard Rawlins, era noto per aver avuto un'overdose a causa dell'uso frequente, smodato ed eccessivo di farmaci prescritti.
- Guest star: Andrew Beck (Jimmy O'Doherty), Mel Raido (Ricky Phelps), Tom Georgeson (Bernard Rawlins).
- La sceneggiatura di questo episodio si basa su Ferita aperta (episodio 16x03 di Law & Order - I due volti della giustizia), scritto da Rick Eid.

## L'esperimento
- Titolo originale: Trial
- Diretto da: David O'Neill
- Scritto da: Nicholas Hicks-Beach (sceneggiatura)

### Trama
Un custode in pensione viene ucciso da un pacco bomba. Ronnie e Sam sospettano che possa essere stato ucciso perché era ebreo. La traccia porta a un criminale responsabile di diversi omicidi simili negli anni '70, il quale informa la polizia che la bomba potrebbe essere stata costruita avvalendosi di una guida anarchica. Mentre indagano sul precedente luogo di lavoro del custode, la Thameside University, scoprono che la vittima è stata licenziata dopo false accuse secondo le quali stava rubando farmaci dal laboratorio psichiatrico. Scoprono anche che uno studente che lavora nell'ufficio postale dell'università, Simon Wells, aveva recentemente chiesto ad altri studenti come costruire un'arma usando il mercurio; tuttavia, dopo essere stato arrestato, si scopre che lo studente è mentalmente instabile e quindi le sue dichiarazioni potrebbero non avere alcun valore. Jake e Alesha scoprono che Wells ha ucciso la vittima, dopo che quest'ultima aveva scoperto che il ragazzo stava rubando farmaci, perché lo voleva ricattare. Wells ha rivelato di aver deciso di creare la bomba dopo che una condizione mentale di cui soffriva da tempo si è ripresentata. Prima di perseguire Wells, tuttavia, scoprono che il suo medico, uno stimato medico di Marylebone, potrebbe essere responsabile delle sue condizioni dopo aver cessato il corretto ciclo di cure del suo paziente, in cambio del denaro di un'azienda farmaceutica. Quando si scopre che Simon non è pazzo, ma soffre di un tumore al cervello, il suo medico viene messo sul banco degli imputati per omicidio colposo.
- Guest star: Arthur Wilson (Simon Wells).
- La sceneggiatura di questo episodio si basa su La cavia (episodio 7x06 di Law & Order - I due volti della giustizia), scritto da Jeremy R. Littman e William N. Fordes.

## Consensualità
- Titolo originale: Line Up
- Diretto da: Marisol Adler (accreditata come M.T. Adler)
- Scritto da: Emilia Di Girolamo (sceneggiatura)

### Trama
Ronnie e Sam si preoccupano quando vengono avvisati del video di un'adolescente violentata e colpita da un'arma da fuoco che circola viralmente da tre settimane. Scoprono che la vittima, Anna Russo, credeva di andare a una festa per uscire con alcuni dei suoi amici, ma al suo arrivo ha trovato tre ragazzi che aspettavano di fare sesso con lei. Scoprono che Danny, un ragazzo innamorato di Anna, ha visto tutto e ha chiamato il 999 da una cabina telefonica vicina. Ben presto riescono a collegare lo stupro a tre giovani locali utilizzando la testimonianza di Danny, il DNA e le riprese video. Tuttavia, quando il caso arriva in tribunale, la memoria della giovane riesce a far escludere le riprese video, lasciando Alesha senza terreno su cui ripiegare. Tuttavia, durante una conversazione con Danny, Alesha si lascia sfuggire che tutto ciò di cui avrebbe bisogno è una dichiarazione di colpevolezza per condannare tutti e tre gli imputati, e quando si trova sul banco dei testimoni, Danny prende una decisione che gli cambierà la vita e che potrebbe far svoltare il caso a favore di Alesha.
- Guest star: Jessica Lester (Anna Russo), Laurie Duncan (Danny Heywood), Eva Pope (Renay Everett).
- La sceneggiatura di questo episodio si basa su Il punteggio (episodio 5x14 di Law & Order - I due volti della giustizia), scritto da Ed Zuckerman, Jeremy R. Littman e René Balcer.

## Dall'alba al tramonto
- Titolo originale: Dawn Till Dusk
- Diretto da: Mark Everest
- Scritto da: Richard Stokes (sceneggiatura)

### Trama
Ronnie e Sam vengono chiamati per un uomo trovato morto nella sua macchina. Scoprono subito che non era solo e presto riescono a rintracciare la sua amica. Mentre sono alla ricerca di un sosia di "Harry Hill" visto sulla scena del crimine, vengono distratti quando vengono chiamati per un uomo che ha colpito suo fratello alla testa durante una violenta lite, dopo che suo fratello lo aveva aggredito. Mentre interrogano un sospettato nel caso dell'uomo morto, scoprono che il sospettato in questione, Roland Hextor, era stato apparentemente avvistato mentre seguiva una delle colleghe dell'uomo poche settimane prima. A peggiorare le cose, durante l'interrogatorio, si rifiuta di fornire qualsiasi informazione su dove si trovasse la notte in questione. Proprio mentre stanno per arrestare Hextor, scoprono che l'arma usata per uccidere la vittima non corrisponde all'arma trovata in possesso di Hextor, lasciando il caso senza piste. Con ore di telecamere a circuito chiuso da esaminare, gli investigatori vengono presto occupati quando il caso dell'uomo che ha litigato con suo fratello si trasforma in un'accusa di omicidio. Con due casi da affrontare, un'ulteriore chiave di volta viene messa in gioco quando un imputato sotto processo accusa Sam di averlo intimidito durante l'interrogatorio.
- Guest star: Adrian Rawlins (Roland Hextor).
- La sceneggiatura di questo episodio si basa su Menomazione (episodio 4x17 di Law & Order - I due volti della giustizia), scritto da Michael S. Chernuchin, René Balcer e Walon Green.

## Linee di faglia
- Titolo originale: Fault Lines
- Diretto da: David O'Neill
- Scritto da: Emilia di Girolamo (sceneggiatura)

### Trama
Ronnie e Sam indagano sul caso di una donna trovata pugnalata a morte nel suo appartamento. Tutte le piste conducono a un vicolo cieco, finché la collega della vittima, Lucy Kennard, afferma di essere stata aggredita fuori dal suo appartamento da un tassista infuriato. Si scopre presto che il tassista ha un legame con la vittima, e dopo che le prove forensi hanno collocato il sangue di lei sulle scarpe da ginnastica di lui, Ronnie crede di aver trovato l'uomo giusto. Tuttavia, poiché le cose sembrano apparire chiare e nette, Sam si ritrova invischiato in una relazione sessuale con Lucy. Mentre indagano sul contenuto della borsa rubata della vittima, scoprono che al momento dell'accoltellamento quest'ultima era in possesso di una carta regalo Ann Summers del valore di 100 sterline. Sam scopre presto che la carta è stata attivata una volta nell'ultimo mese per acquistare una camicia da notte rossa taglia 10, tuttavia, non viene trovata alcuna traccia di una camicia da notte nell'appartamento della vittima. Mentre la loro relazione diventa più profonda, Sam rimane sorpreso e inorridito nello scoprire la camicia da notte nel bagno di Lucy. Jake e Alesha scoprono presto che Lucy potrebbe essere l'assassina di Kelly e che le prove forensi trovate sul tassista potrebbero essere state messe lì dagli amici di Kelly per incastrarlo. Quando viene alla luce anche una serie di uomini a cui Lucy ha estorto denaro, Jake e Alesha credono di avere prove sufficienti per accusarla pubblicamente. Tuttavia, con il coinvolgimento sessuale di Sam che incombe sulle loro spalle, il caso rischia di crollare quando Lucy accusa il giudice del processo di averle proposto l'assoluzione in cambio di rapporti sessuali.
- Guest star: Lydia Leonard (Lucy Kennard).
- La sceneggiatura di questo episodio si basa su Sola al mondo (episodio 20x02 di Law & Order - I due volti della giustizia), scritto da Richard Sweren e Christopher Ambrose.